# Wahlkreis Cividale del Friuli (Senato della Repubblica)
Der Wahlkreis Cividale del Friuli war ein Wahlkreis (collegio elettorale) für den italienischen Senat von 1948 bis 1993. Er gehörte zum Wahlbezirk Friaul-Julisch Venetien (Region Friaul-Julisch Venetien); die bevölkerungsreichste Stadt war Cividale del Friuli.

## Wahlkreisgebiet
Zum Wahlkreis gehörten folgende Gemeinden: Aiello, Aquileia, Attimis, Bagnaria Arsa, Bicinicco, Buttrio, Campolongo al Torre, Castions di Strada, Cervignano del Friuli, Chiopris-Viscone, Cividale del Friuli, Drenchia, Faedis, Gonars, Grimacco, Manzano, Marano Lagunare, Moimacco, Muzzana del Turgnano, Palazzolo dello Stella, Palmanova, Pavia di Udine, Pocenia, Porpetto, Povoletto, Pradamano, Precenicco, Premariacco, Prepotto, Pulfero, Remanzacco, Ruda, San Giorgio di Nogaro, San Giovanni al Natisone, San Leonardo, San Pietro al Natisone, Santa Maria la Longa, San Vito al Torre, Savogna, Stregna, Torreano, Torviscosa, Trivignano Udinese und Visco. Zwar infolge der Einrichtung von neuen Gemeinden, der Wahlkreis umfasste auch Tapogliano, Carlino, Corno di Rosazzo, Fiumicello, Terzo di Aquileia und Villa Vicentina. In 1963 die Gemeinden Latisana, Lestizza, Lignano Sabbiadoro, Mortegliano, Rivignano, Ronchis, Talmassons und Teor aus dem Wahlkreis San Vito al Tagliamento wurden dem Wahlkreis Cividale del Friuli zugeordnet.

## Wahlergebnisse

### Wahl 1948
| Kandidaten               | Kandidaten            | Parteien                                         | Stimmen | %    |
| ------------------------ | --------------------- | ------------------------------------------------ | ------- | ---- |
|                          | Gaetano Pietragewählt | Democrazia Cristiana                             | 47.614  | 59,4 |
|                          | Gino Pieri            | Fronte Democratico Popolare                      | 21.749  | 27,1 |
|                          | Alessandro Gali       | Unità Socialista – Partito Repubblicano Italiano | 7.369   | 9,2  |
|                          | Enrico Morpurgo       | Blocco Nazionale                                 | 3.433   | 4,3  |
| Gesamt                   | Gesamt                | Gesamt                                           | 80.165  | 100  |
|                          |                       |                                                  |         |      |
| Ungültige Stimmen        | Ungültige Stimmen     | Ungültige Stimmen                                | 4.115   | 4,9  |
| Wähler                   | Wähler                | Wähler                                           | 84.280  | 93,5 |
| Wahlberechtigte          | Wahlberechtigte       | Wahlberechtigte                                  | 90.115  |      |
|                          |                       |                                                  |         |      |
| Quelle: Innenministerium |                       |                                                  |         |      |

### Wahl 1953
| Kandidaten               | Kandidaten               | Parteien                                | Stimmen | %    |
| ------------------------ | ------------------------ | --------------------------------------- | ------- | ---- |
|                          | Guglielmo Pelizzogewählt | Democrazia Cristiana                    | 44.701  | 53,2 |
|                          | Giacomo Pellegrini       | Partito Comunista Italiano              | 14.974  | 17,8 |
|                          | Fermo Solari             | Partito Socialista Italiano             | 10.431  | 12,4 |
|                          | Giovanni Cosattini       | Partito Socialista Democratico Italiano | 4.627   | 5,5  |
|                          | Adriano Quarantotto      | Movimento Sociale Italiano              | 4.375   | 5,2  |
|                          | Raimondo De Puppi        | Partito Nazionale Monarchico            | 3.097   | 3,7  |
|                          | Archimede Taverna        | Partito Liberale Italiano               | 961     | 1,1  |
|                          | Giovanni Battista Angeli | Unità Popolare                          | 908     | 1,1  |
| Gesamt                   | Gesamt                   | Gesamt                                  | 84.074  | 100  |
|                          |                          |                                         |         |      |
| Ungültige Stimmen        | Ungültige Stimmen        | Ungültige Stimmen                       | 3.634   | 4,1  |
| Wähler                   | Wähler                   | Wähler                                  | 87.708  | 92,6 |
| Wahlberechtigte          | Wahlberechtigte          | Wahlberechtigte                         | 94.745  |      |
|                          |                          |                                         |         |      |
| Quelle: Innenministerium |                          |                                         |         |      |

### Wahl 1958
| Kandidaten               | Kandidaten                | Parteien                                | Stimmen | %    |
| ------------------------ | ------------------------- | --------------------------------------- | ------- | ---- |
|                          | Guglielmo Pelizzogewählt  | Democrazia Cristiana                    | 45.580  | 53,9 |
|                          | Giacomo Pellegrini        | Partito Comunista Italiano              | 14.596  | 17,2 |
|                          | Vittorio Marangone        | Partito Socialista Italiano             | 11.104  | 13,1 |
|                          | Giuseppe Ernesto Piemonte | Partito Socialista Democratico Italiano | 5.820   | 6,9  |
|                          | Vittorio Boschi           | Movimento Sociale Italiano              | 3.363   | 4,0  |
|                          | Raimondo De Puppi         | Partito Nazionale Monarchico            | 1.970   | 2,3  |
|                          | Giorgio Provini           | Partito Liberale Italiano               | 1.625   | 1,9  |
|                          | Enrico Cirio              | PRI – PR                                | 578     | 0,7  |
| Gesamt                   | Gesamt                    | Gesamt                                  | 84.636  | 100  |
|                          |                           |                                         |         |      |
| Ungültige Stimmen        | Ungültige Stimmen         | Ungültige Stimmen                       | 3.449   | 3,9  |
| Wähler                   | Wähler                    | Wähler                                  | 88.085  | 90,7 |
| Wahlberechtigte          | Wahlberechtigte           | Wahlberechtigte                         | 97.106  |      |
|                          |                           |                                         |         |      |
| Quelle: Innenministerium |                           |                                         |         |      |

### Wahl 1963
| Kandidaten               | Kandidaten        | Parteien                                | Stimmen | %    |
| ------------------------ | ----------------- | --------------------------------------- | ------- | ---- |
|                          | G. Pelizzogewählt | Democrazia Cristiana                    | 53.224  | 51,5 |
|                          | A. Lazzaro        | Partito Comunista Italiano              | 17.946  | 17,4 |
|                          | G. Angeli         | Partito Socialista Italiano             | 15.288  | 14,8 |
|                          | G. Guarnotta      | Partito Socialista Democratico Italiano | 9.669   | 9,4  |
|                          | P. Cabassi        | Movimento Sociale Italiano              | 4.096   | 4,0  |
|                          | G. Sirch          | Partito Liberale Italiano               | 3.051   | 3,0  |
| Gesamt                   | Gesamt            | Gesamt                                  | 103.274 | 100  |
|                          |                   |                                         |         |      |
| Ungültige Stimmen        | Ungültige Stimmen | Ungültige Stimmen                       | 4.055   | 3,8  |
| Wähler                   | Wähler            | Wähler                                  | 107.329 | 90,5 |
| Wahlberechtigte          | Wahlberechtigte   | Wahlberechtigte                         | 118.532 |      |
|                          |                   |                                         |         |      |
| Quelle: Innenministerium |                   |                                         |         |      |

### Wahl 1968
| Kandidaten               | Kandidaten          | Parteien                                  | Stimmen | %    |
| ------------------------ | ------------------- | ----------------------------------------- | ------- | ---- |
|                          | G. Pelizzogewählt   | Democrazia Cristiana                      | 53.875  | 50,7 |
|                          | L. Francovigh       | PCI – PSIUP                               | 24.523  | 23,1 |
|                          | A. Zannier          | Partito Socialista Unificato (PSI – PSDI) | 20.110  | 18,9 |
|                          | S. Cipolla Brunetti | Movimento Sociale Italiano                | 3.980   | 3,7  |
|                          | M. Argenton         | Partito Liberale Italiano                 | 3.054   | 2,9  |
|                          | E. Garzotto         | Partito Repubblicano Italiano             | 757     | 0,7  |
| Gesamt                   | Gesamt              | Gesamt                                    | 106.299 | 100  |
|                          |                     |                                           |         |      |
| Ungültige Stimmen        | Ungültige Stimmen   | Ungültige Stimmen                         | 4.268   | 3,9  |
| Wähler                   | Wähler              | Wähler                                    | 110.567 | 91,5 |
| Wahlberechtigte          | Wahlberechtigte     | Wahlberechtigte                           | 120.839 |      |
|                          |                     |                                           |         |      |
| Quelle: Innenministerium |                     |                                           |         |      |

### Wahl 1972
| Kandidaten               | Kandidaten        | Parteien                                      | Stimmen | %    |
| ------------------------ | ----------------- | --------------------------------------------- | ------- | ---- |
|                          | M. Torosgewählt   | Democrazia Cristiana                          | 54.913  | 49,9 |
|                          | F. Francovigh     | PCI – PSIUP                                   | 24.041  | 21,8 |
|                          | A. De Luca        | Partito Socialista Italiano                   | 12.737  | 11,6 |
|                          | A. Zannier        | Partito Socialista Democratico Italiano       | 9.500   | 8,6  |
|                          | A. Mauro          | Movimento Sociale Italiano – Destra Nazionale | 5.232   | 4,8  |
|                          | L. Della Torre    | Partito Liberale Italiano                     | 2.441   | 2,2  |
|                          | F. Caucig         | Partito Repubblicano Italiano                 | 1.265   | 1,1  |
| Gesamt                   | Gesamt            | Gesamt                                        | 110.129 | 100  |
|                          |                   |                                               |         |      |
| Ungültige Stimmen        | Ungültige Stimmen | Ungültige Stimmen                             | 4.064   | 3,6  |
| Wähler                   | Wähler            | Wähler                                        | 114.193 | 92,2 |
| Wahlberechtigte          | Wahlberechtigte   | Wahlberechtigte                               | 123.906 |      |
|                          |                   |                                               |         |      |
| Quelle: Innenministerium |                   |                                               |         |      |

### Wahl 1976
| Kandidaten               | Kandidaten              | Parteien                                      | Stimmen | %    |
| ------------------------ | ----------------------- | --------------------------------------------- | ------- | ---- |
|                          | Mario Torosgewählt      | Democrazia Cristiana                          | 59.130  | 51,4 |
|                          | Giovanni Battocletti    | Partito Comunista Italiano                    | 29.454  | 25,6 |
|                          | Giobatta Angeli         | Partito Socialista Italiano                   | 16.026  | 13,9 |
|                          | William Bianchi         | PLI – PRI – PSDI                              | 5.179   | 4,5  |
|                          | Sergio Cipolla Brunetti | Movimento Sociale Italiano – Destra Nazionale | 4.116   | 3,6  |
|                          | Giuseppe Volpato        | Partito Radicale                              | 846     | 0,7  |
|                          | Maria Ferletig          | Slovenska Skupnost                            | 320     | 0,3  |
| Gesamt                   | Gesamt                  | Gesamt                                        | 115.071 | 100  |
|                          |                         |                                               |         |      |
| Ungültige Stimmen        | Ungültige Stimmen       | Ungültige Stimmen                             | 3.987   | 3,3  |
| Wähler                   | Wähler                  | Wähler                                        | 119.058 | 94,6 |
| Wahlberechtigte          | Wahlberechtigte         | Wahlberechtigte                               | 125.831 |      |
|                          |                         |                                               |         |      |
| Quelle: Innenministerium |                         |                                               |         |      |

### Wahl 1979
| Kandidaten               | Kandidaten          | Parteien                                      | Stimmen | %    |
| ------------------------ | ------------------- | --------------------------------------------- | ------- | ---- |
|                          | M. Torosgewählt     | Democrazia Cristiana                          | 53.117  | 46,3 |
|                          | C. R. Contin        | Partito Comunista Italiano                    | 29.265  | 25,5 |
|                          | E. Nardini          | Partito Socialista Italiano                   | 10.399  | 9,1  |
|                          | M Scovacricchi      | Partito Socialista Democratico Italiano       | 8.549   | 7,5  |
|                          | A. Desio            | Movimento Friuli                              | 4.052   | 3,5  |
|                          | S. Cipolla Brunetti | Movimento Sociale Italiano – Destra Nazionale | 3.600   | 3,1  |
|                          | F. La Panna         | Partito Radicale                              | 1.989   | 1,7  |
|                          | F. Caucig           | Partito Repubblicano Italiano                 | 1.739   | 1,5  |
|                          | A. Benedetti        | Partito Liberale Italiano                     | 1.367   | 1,2  |
|                          | L. Ius              | Costituente di Destra – Democrazia Nazionale  | 420     | 0,4  |
|                          | A. Benco            | Associazione per Trieste                      | 248     | 0,2  |
| Gesamt                   | Gesamt              | Gesamt                                        | 114.745 | 100  |
|                          |                     |                                               |         |      |
| Ungültige Stimmen        | Ungültige Stimmen   | Ungültige Stimmen                             | 5.066   | 4,2  |
| Wähler                   | Wähler              | Wähler                                        | 119.811 | 91,2 |
| Wahlberechtigte          | Wahlberechtigte     | Wahlberechtigte                               | 131.370 |      |
|                          |                     |                                               |         |      |
| Quelle: Innenministerium |                     |                                               |         |      |

### Wahl 1983
| Kandidaten               | Kandidaten                 | Parteien                                      | Stimmen | %    |
| ------------------------ | -------------------------- | --------------------------------------------- | ------- | ---- |
|                          | Mario Torosgewählt         | Democrazia Cristiana                          | 47.998  | 42,3 |
|                          | Carmelo Rino Contin        | Partito Comunista Italiano                    | 26.812  | 23,6 |
|                          | Franco Castiglione         | Partito Socialista Italiano                   | 13.607  | 12,0 |
|                          | Amleto Sandrini            | Partito Socialista Democratico Italiano       | 6.645   | 5,9  |
|                          | Giovanni D'Attimis Maniago | Movimento Sociale Italiano – Destra Nazionale | 4.799   | 4,2  |
|                          | Nedo Visentini             | Movimento Friuli                              | 4.464   | 3,9  |
|                          | Arturo Toso                | Partito Repubblicano Italiano                 | 4.046   | 3,6  |
|                          | Fabio Blasoni              | Partito Liberale Italiano                     | 2.155   | 1,9  |
|                          | Nicolò Tosoni              | Partito Radicale                              | 1.329   | 1,2  |
|                          | Michelina Cadau            | Democrazia Proletaria                         | 1.230   | 1,1  |
|                          | Andrea Bratuz              | Slovenska Skupnost                            | 257     | 0,2  |
|                          | Michele Formentini         | Lista per Trieste                             | 237     | 0,2  |
| Gesamt                   | Gesamt                     | Gesamt                                        | 113.579 | 100  |
|                          |                            |                                               |         |      |
| Ungültige Stimmen        | Ungültige Stimmen          | Ungültige Stimmen                             | 8.256   | 6,8  |
| Wähler                   | Wähler                     | Wähler                                        | 121.835 | 89,9 |
| Wahlberechtigte          | Wahlberechtigte            | Wahlberechtigte                               | 135.468 |      |
|                          |                            |                                               |         |      |
| Quelle: Innenministerium |                            |                                               |         |      |

### Wahl 1987
| Kandidaten               | Kandidaten         | Parteien                                      | Stimmen | %    |
| ------------------------ | ------------------ | --------------------------------------------- | ------- | ---- |
|                          | P. Micolinigewählt | Democrazia Cristiana                          | 48.841  | 41,6 |
|                          | G. L. Cumin        | Partito Comunista Italiano                    | 26.981  | 23,0 |
|                          | G. Sette           | Partito Socialista Italiano                   | 20.877  | 17,8 |
|                          | E. Vida            | Movimento Sociale Italiano – Destra Nazionale | 5.425   | 4,6  |
|                          | P. Trevisan        | Partito Repubblicano Italiano                 | 3.630   | 3,1  |
|                          | R. Iacovissi       | Movimento Friuli                              | 3.434   | 2,9  |
|                          | G. Silvestro       | Lista Verde                                   | 3.200   | 2,7  |
|                          | A. Benedetti       | Partito Liberale Italiano                     | 1.949   | 1,7  |
|                          | G. Mirabella       | Democrazia Proletaria                         | 1.572   | 1,3  |
|                          | R. Rossi           | Liga Veneta – Pensionati Uniti                | 1.014   | 0,9  |
|                          | A. Menotti         | Alleanza Popolare Pensionati                  | 206     | 0,2  |
|                          | R. Dolhar          | Partito Sardo d’Azione                        | 201     | 0,2  |
| Gesamt                   | Gesamt             | Gesamt                                        | 117.330 | 100  |
|                          |                    |                                               |         |      |
| Ungültige Stimmen        | Ungültige Stimmen  | Ungültige Stimmen                             | 7.386   | 5,9  |
| Wähler                   | Wähler             | Wähler                                        | 124.716 | 89,6 |
| Wahlberechtigte          | Wahlberechtigte    | Wahlberechtigte                               | 139.131 |      |
|                          |                    |                                               |         |      |
| Quelle: Innenministerium |                    |                                               |         |      |

### Wahl 1992
| Kandidaten               | Kandidaten            | Parteien                                      | Stimmen | %    |
| ------------------------ | --------------------- | --------------------------------------------- | ------- | ---- |
|                          | Paolo Micolinigewählt | Democrazia Cristiana                          | 42.274  | 34,7 |
|                          | Rinaldo Bosco         | Lega Nord                                     | 20.208  | 16,6 |
|                          | Corrado Cecotto       | Partito Socialista Italiano                   | 15.983  | 13,1 |
|                          | Giorgio Mattassi      | Partito Democratico della Sinistra            | 15.520  | 12,7 |
|                          | Claudio De Martin     | Partito della Rifondazione Comunista          | 6.778   | 5,6  |
|                          | Sergio Tesoratti      | Movimento Sociale Italiano – Destra Nazionale | 5.801   | 4,8  |
|                          | Pierluigi Comelli     | Partito Repubblicano Italiano                 | 4.337   | 3,6  |
|                          | Stefano Semenzato     | Federazione dei Verdi                         | 3.531   | 2,9  |
|                          | Alfredo Mariotti      | Partito Socialista Democratico Italiano       | 3.234   | 2,7  |
|                          | Daniele Mummolo       | Partito Liberale Italiano                     | 1.926   | 1,6  |
|                          | Paolo Tomè            | Sì Referendum                                 | 1.183   | 1,0  |
|                          | Valter Petrizzo       | Verdi Federalisti                             | 919     | 0,8  |
|                          | Salvatore Venosi      | Federalismo – Pensionati Uomini Vivi          | 277     | 0,2  |
| Gesamt                   | Gesamt                | Gesamt                                        | 121.971 | 100  |
|                          |                       |                                               |         |      |
| Ungültige Stimmen        | Ungültige Stimmen     | Ungültige Stimmen                             | 6.445   | 5,0  |
| Wähler                   | Wähler                | Wähler                                        | 128.416 | 88,2 |
| Wahlberechtigte          | Wahlberechtigte       | Wahlberechtigte                               | 145.635 |      |
|                          |                       |                                               |         |      |
| Quelle: Innenministerium |                       |                                               |         |      |